# Maciej Post
Maciej (Mateusz) Post (zm. w 1627 roku) – oficjał sandomierski w 1618 roku, kanonik sandomierski w 1617 roku, sekretarz królewski w 1597 roku, pisarz kancelarii mniejszej koronnej w latach 1592–1597, pleban chęciński od 1597 roku.
Nobilitowany w 1591 roku.